# Wureh
Wureh (na grafia portuguesa antiga Wouré) é uma povoação da ilha de Adonara, distrito da ilha de Flores (Indonésia), província de Nusa Tenggara.